# Edifici del Centre Catòlic d'Olot
Centre Catòlic és un bloc d'habitatges a la ciutat d'Olot casa entre mitgeres de planta rectangular i teulat a dues aigües. Disposa de baixos i tres pisos superiors, els primers amb gran porta central i dos locals comercials als costats; els segons amb les obertures distribuïdes simètricament i les baranes de fosa. Els murs varen ser estucats imitant la pedra i s'emprà el rajol. El pis superior té intercalades petites finestres amb plafons pintats representant motius florals, on predominen els colors ocres i blaus. Entre els balcons del segon pis hi ha dos grans arcs apuntats fets de rajols. La decoració de la façana fa pensar en el primer modernisme.
L'historiador olotí Joaquim Danés i Torras va realitzar diferents esquemes de la possible planta hipotètica de la vila d'Olot a través dels segles. Destaca el fet que el carrer de Clivillers havia estat zona de muralles (el carrer del costat porta el nom evocador de Valls Nous) i fins al segle xviii no va ser urbanitzat. Antigament hi havia diferents masos, situats extramurs, un d'ells La Masó o Sa Masó, propietat dels Marquesos de Vallgornera. L'any 1737, Francisca Bosch de Pla Traver va fer aixecar damunt aquest mas l'actual casal dels Vallgornera.